# Paryż na bosaka
Paryż na bosaka (fr. Paris pieds nus) – francusko-belgijski film komediowy z 2016 roku w reżyserii Dominique'a Abela i Fiony Gordon, wyprodukowany przez francuską wytwórnię Potemkine Films.
Premiera filmu odbyła się 2 września 2016 podczas Festiwalu Filmowego w Telluride. Sześć miesięcy później, 8 marca 2017, obraz trafił do kin na terenie Francji, a tydzień później, 15 marca, na terenie Belgii. W Polsce premiera filmu odbyła się 11 sierpnia 2017.

## Fabuła
Film opisuje historię nieśmiałej bibliotekarki Fiony, która mieszka w małym miasteczku na północy Kanady. Pewnego dnia kobieta dostaje dramatyczny list z Paryża od 88-letniej ciotki Marthy (Emmanuelle Riva). Przestraszona Fiona wyrusza do Europy. Po przybyciu na miejsce dowiaduje się, że starsza kobieta zniknęła. Do pochłoniętej poszukiwaniami Fiony dołącza kloszard Dom, który nie odstępuje jej ani na krok.

## Obsada
- Fiona Gordon jako Fiona
- Dominique Abel jako Dom
- Emmanuelle Riva jako Martha
- Pierre Richard jako Duncan
- Frédéric Meert jako Bob
- Philippe Martz jako Martin
- Emmy Boissard Paumelle jako młoda Fiona
- Céline Laurentie jako młoda Martha

## Produkcja
Zdjęcia do filmu kręcono w Paryżu we Francji.

## Odbiór

### Krytyka w mediach
Film Paryż na bosaka spotkał się z pozytywnymi recenzjami od krytyków. W serwisie Rotten Tomatoes średnia ocen filmu wyniosła 86% ze średnią oceną 7,1 na 10. Na portalu Metacritic średnia ocen wyniosła 74 punkty na 100.